# بيرني جيمس (لاعب كرة قاعدة)
بيرني جيمس (بالإنجليزية: Bernie James)‏ هو لاعب كرة قاعدة أمريكي، ولد في 2 سبتمبر 1905، وتوفي في 1 أغسطس 1994.